# NGC 2311
NGC 2311 est un amas ouvert,, situé dans la constellation de la Licorne. Il a été découvert par l'astronome germano-britannique William Herschel en 1783.
NGC 2311 est à environ 2 000 pc (∼6 520 al) du système solaire et les dernières estimations donnent un âge de 398 millions d'années. La taille apparente de l'amas est de 7,0 minutes d'arc, ce qui, compte tenu de la distance, donne une taille réelle maximale d'environ 13 années-lumière.
Selon la classification des amas ouverts de Robert Trumpler, cet amas renferme moins de 50 étoiles (lettre p) dont la concentration est moyennement faible (III) et dont les magnitudes se répartissent sur un intervalle moyen (le chiffre 2).